# هاکوب هاکوبیان (دولتمرد، زاده ۱۹۵۸ میلادی)
هاکوب رافیکی هاکوبیان (ارمنی: Հակոբ Ռաֆիկի Հակոբյան؛ زادهٔ ۲۶ ژانویهٔ ۱۹۵۸) یک مهندس، اقتصاددان و سیاستمدار اهل ارمنستان است که از تاریخ ۱۹۹۹ تا تاریخ ۲۰۱۸ سمت نمایندگی دوره‌های دوم تا ششم مجلس ملی جمهوری ارمنستان را برعهده داشت.

## زندگی‌نامه
در ۲۶ ژانویهٔ ۱۹۵۸ در تسووینار به دنیا آمد و از دانشگاه پلی‌تکنیک ارمنستان فارغ‌التحصیل شد. 
1. ↑  ՀՀ ԱԺ Սոցիալական հարցերի մշտական հանձնաժողովի նախագահ
2. ↑  պաշտոնը հիմնադրվել է, Արա Բաբլոյանը որպես ՀՀ Ազգային ժողովի սոցիալական, առողջապահության և բնության պահպանության հարցերի մշտական հանձնաժողովի նախագահ